# Discografia di Florence and the Machine
La discografia di Florence and the Machine, gruppo musicale britannico, comprende: cinque album in studio, quattro album live, sei EP, ventisette singoli e trentadue video musicali.

## Album

### Album in studio
| 2009                                                           | Lungs - Pubblicato: 3 luglio 2009 - Etichetta: Island Records - Formato: CD, LP, download digitale, streaming                             | 3 | 73 | 20 | 41 | 2 | 65 | 3 | 1 | 14 | - Mondo: 3.000.000 - UK: 1.662.146 - US: 1.142.000 | - AUS: 3x Platino - IRE: 4x Platino - NZL: Oro - UK: 5x Platino - US: Platino     |
| 2011                                                           | Ceremonials - Pubblicato: 28 ottobre 2011 - Etichetta: Island Records - Formato: CD, LP, download digitale, streaming                     | 1 | 12 | 4  | 7  | 1 | 19 | 1 | 1 | 6  | - Mondo: 2.400.000 - UK: 715.275                   | - AUS: 3x Platino - IRE: 3x Platino - NZL: Platino - UK: 2x Platino - US: Platino |
| 2015                                                           | How Big, How Blue, How Beautiful - Pubblicato: 29 maggio 2015 - Etichetta: Island Records - Formato: CD, LP, download digitale, streaming | 1 | 2  | 1  | 3  | 1 | 7  | 1 | 1 | 1  | - Mondo: 1.029.000 - US: 290.000                   | - AUS: Platino - NZL: Oro - UK: Platino                                           |
| 2018                                                           | High as Hope - Pubblicato: 29 giugno 2018 - Etichetta: Virgin EMI, Republic Records - Formato: CD, LP, download digitale, streaming       | 2 | 3  | 2  | 5  | 2 | 6  | 2 | 2 | 2  |                                                    | - UK: Oro                                                                         |
| 2022                                                           | Dance Fever - Pubblicato: 13 maggio 2022 - Etichetta: Polydor Records - Formato: CD, LP, download digitale, streaming                     | 2 | 4  | 7  | 2  | 2 | 14 | 2 | 1 | 7  |                                                    | - UK: Argento                                                                     |
| "—" significa che l'album non si è classificato in quel Paese. | |   |    |    |    |   |    |   |   |    |                                                    |                                                                                   |

### Album live
| 2011                                                           | Live at the Wiltern - Pubblicato: 28 giugno 2011 - Etichetta: Island Records - Formato: Download digitale                                                                    | —  | —  | —  | —  | —  | —  |              |
| 2012                                                           | MTV Uplugged - Pubblicato: 6 aprile 2012 - Etichetta: Island Records - Formato: CD/DVD, download digitale, streaming                                                         | 17 | 72 | 45 | 15 | 27 | 51 | - UK: 31.837 |
| 2022                                                           | Dance Fever (Live at Madison Square Garden) - Pubblicato: 14 ottobre 2022 - Etichetta: Polydor Records - Formato: LP, download digitale, streaming                           | —  | —  | —  | —  | —  | —  |              |
| 2024                                                           | Symphony of Lungs - BBC Proms at the Royal Albert Hall - Pubblicato: 25 ottobre 2024 - Etichetta: Universal Music Recordings - Formato: CD, LP, download digitale, streaming | —  | 54 | —  | —  | 38 | —  |              |
| "—" significa che l'album non si è classificato in quel Paese. | |    |    |    |    |    |    |              |

## Singoli
| 2008                                                              | Kiss with a Fist           | —  | —  | —  | —  | —  | —  | —  | —   | 51 | Lungs                                                           |
| 2008                                                              | Dog Days Are Over          | 47 | —  | 19 | —  | 6  | —  | 27 | 23  | 21 | Lungs                                                           |
| 2009                                                              | Rabbit Heart (Raise It Up) | 93 | —  | —  | —  | 41 | —  | —  | 12  | —  | Lungs                                                           |
| 2009                                                              | Drumming Song              | —  | —  | —  | —  | —  | —  | —  | 54  | —  | Lungs                                                           |
| 2009                                                              | You've Got the Love        | 9  | 28 | —  | 52 | 16 | 17 | —  | 5   | —  | Lungs                                                           |
| 2010                                                              | Cosmic Love                | —  | —  | —  | —  | 3  | —  | —  | 51  | —  | Lungs                                                           |
| 2010                                                              | Heavy in Your Arms         | —  | —  | —  | —  | —  | —  | —  | 53  | —  | The Twilight Saga: Eclipse (Original Motion Picture Soundtrack) |
| 2011                                                              | Shake It Out               | 36 | 16 | 52 | 30 | 2  | —  | 16 | 12  | 72 | Ceremonials                                                     |
| 2012                                                              | No Light, No Light         | 95 | —  | —  | —  | 52 | —  | —  | 50  | —  | Ceremonials                                                     |
| 2012                                                              | Never Let Me Go            | 3  | —  | 75 | —  | 73 | —  | —  | 82  | —  | Ceremonials                                                     |
| 2012                                                              | Breath of Life             | 57 | 64 | —  | 65 | 68 | —  | —  | 87  | —  | Snow White & the Huntsman (Original Motion Picture Soundtrack)  |
| 2012                                                              | Spectrum (Say My Name)     | 4  | 51 | —  | 32 | 1  | —  | 2  | 1   | —  | Ceremonials                                                     |
| 2012                                                              | Lover to Lover             | —  | —  | —  | —  | —  | —  | —  | —   | —  | Ceremonials                                                     |
| 2015                                                              | What Kind of Man           | 16 | 52 | 46 | —  | 31 | —  | 34 | 37  | 88 | How Big, How Blue, How Beautiful                                |
| 2015                                                              | Ship to Wreck              | 48 | —  | —  | 81 | —  | —  | 37 | 27  | —  | How Big, How Blue, How Beautiful                                |
| 2015                                                              | Queen of Peace             | —  | —  | —  | —  | —  | —  | —  | 133 | —  | How Big, How Blue, How Beautiful                                |
| 2015                                                              | Delilah                    | 41 | —  | —  | —  | —  | —  | —  | 102 | —  | How Big, How Blue, How Beautiful                                |
| 2018                                                              | Sky Full of Song           | 87 | —  | —  | —  | —  | —  | 46 | 81  | —  | High as Hope                                                    |
| 2018                                                              | Hunger                     | 92 | —  | —  | —  | 83 | —  | 46 | 41  | —  | High as Hope                                                    |
| 2019                                                              | Moderation                 | —  | —  | —  | —  | —  | —  | —  | —   | —  | N.D.                                                            |
| 2019                                                              | Jenny of Oldstones         | —  | —  | —  | —  | 56 | —  | —  | 71  | —  | Game of Thrones: Season 8                                       |
| 2020                                                              | Light of Love              | —  | —  | —  | —  | —  | —  | —  | —   | —  | N.D.                                                            |
| 2021                                                              | Call Me Cruella            | —  | —  | —  | —  | —  | —  | —  | —   | —  | Cruella:Original Motion Picture Soundtrack                      |
| 2022                                                              | King                       | —  | —  | —  | —  | 37 | —  | —  | 54  | —  | Dance Fever                                                     |
| 2022                                                              | My Love                    | —  | —  | —  | —  | 43 | —  | —  | 51  | —  | Dance Fever                                                     |
| 2022                                                              | Free                       | —  | —  | —  | —  | 66 | —  | —  | —   | —  | Dance Fever                                                     |
| 2023                                                              | Mermaids                   | —  | —  | —  | —  | —  | —  | —  | —   |    | Dance Fever                                                     |
| "—" significa che il singolo non si è classificato in quel Paese. |                            |    |    |    |    |    |    |    |     |    |                                                                 |

### Singoli promozionali
| 2011                                                              | What the Water Gave Me | 35 | — | 72 | — | 13 | 99 | 15 | 24 | 91 | Ceremonials                                       |
| 2013                                                              | Over the Love          | —  | — | —  | — | —  | —  | —  | —  | —  | The Great Gatsby (Music From Baz Luhrmann's Film) |
| 2022                                                              | Haven Is Here          | —  | — | —  | — | —  | —  | —  | —  | —  | Dance Fever                                       |
| "—" significa che il singolo non si è classificato in quel Paese. |                        |    |   |    |   |    |    |    |    |    |                                                   |

## Video musicali
| Anno | Singolo                              | Direttore/i                       |
| ---- | ------------------------------------ | --------------------------------- |
| 2008 | Kiss with a Fist                     | Price James                       |
| 2008 | Dog Days Are Over                    | Tom Beard e Tabitha Denholm       |
| 2009 | Rabbit Heart (Raise It Up)           | Tom Beard e Tabitha Denholm       |
| 2009 | Drumming Song                        | Dawn Shadforth                    |
| 2009 | You've Got the Love                  | Tom Beard e Tabitha Denholm       |
| 2010 | Hurricane Drunk                      | Eva Husson                        |
| 2010 | Dog Days Are Over (seconda versione) | LEGS                              |
| 2010 | Cosmic Love                          | Tom Beard e Tabitha Denholm       |
| 2010 | Heavy in Your Arms                   | Tom Beard e Tabitha Denholm       |
| 2011 | Not Fade Away                        | Tabitha Denholm                   |
| 2011 | What the Water Gave Me               | Tabitha Denholm                   |
| 2011 | Shake It Out                         | Dawn Shadforth                    |
| 2011 | No Light, No Light                   | Arni e Kinski                     |
| 2012 | Never Let Me Go                      | Tabitha Denholm                   |
| 2012 | Breath of Life                       | Scott Murray                      |
| 2012 | Spectrum                             | David LaChapelle e Johnny Byrne   |
| 2012 | Breaking Down                        | Tabitha Denholm                   |
| 2012 | Lover to Lover                       | Vincent Haycock                   |
| 2015 | How Big How Blue How Beautiful       | Tabitha Denholm e Vincent Haycock |
| 2015 | What Kind of Man                     | Vincent Haycock                   |
| 2015 | St. Jude                             | Vincent Haycock                   |
| 2015 | Ship to Wreck                        | Vincent Haycock                   |
| 2015 | Queen of Peace / Long and Lost       | Vincent Haycock                   |
| 2015 | Delilah                              | Vincent Haycock                   |
| 2016 | Third Eye                            | Vincent Haycock                   |
| 2018 | Sky Full of Song                     | Andres Gonzalez Rojas             |
| 2018 | Hunger                               | Andres Gonzalez Rojas             |
| 2018 | Big God                              | Autumn de Wilde                   |
| 2022 | King                                 | Autumn de Wilde                   |
| 2022 | Heaven Is Here                       | Autumn de Wilde                   |
| 2022 | My Love                              | Autumn de Wilde                   |
| 2022 | Free                                 | Autumn de Wilde                   |